# United States Army im Zweiten Weltkrieg
Während des Zweiten Weltkriegs spielte die U.S. Army eine zentrale Rolle, wobei sich ihr Zweck und ihre Struktur grundlegend veränderten. Das Hauptziel der U.S. Army in dieser Zeit war die Mobilisierung und der Einsatz von Truppen zur Bekämpfung der Achsenmächte, Deutschland, Italien und Japan. Dies erforderte eine enorme Aufstockung des Personals und der Ressourcen und führte zur größten militärischen Mobilisierung in der amerikanischen Geschichte bis zu diesem Zeitpunkt.
Um den Anforderungen des Krieges gerecht zu werden, führte die Armee mehrere Reformen durch. Die Einführung des Selective Service Act im Jahr 1940 ermöglichte die Einberufung von Millionen amerikanischer Männer, wodurch die Größe der Armee von etwa 190.000 aktiven Soldaten im Jahr 1940 auf über 8 Millionen im Jahr 1945 anstieg. Die Ausbildungsprogramme wurden verbessert, und es wurden neue Einheiten gebildet, darunter spezialisierte Abteilungen wie die Army Air Forces, die die Bedeutung der Luftstreitkräfte betonten.
Die Army übernahm auch modernere Organisationsstrukturen und Taktiken, die die Lehren aus früheren Konflikten widerspiegelten. Innovationen in den Bereichen Strategie, Logistik und Technologie wurden vorrangig eingesetzt, um die Kampfkraft zu verbessern. Die Integration von Frauen in das Militär durch Organisationen wie die WAVES (Women Accepted for Volunteer Emergency Service) und das Women’s Army Corps (WAC) markierte einen bedeutenden Wandel in der Personalpolitik, auch wenn die Rassentrennung innerhalb der Streitkräfte weiterhin ein wichtiges Thema blieb.

## Führung, Kontrolle und Organisation
Zu Beginn des Krieges lag das Oberkommando für Heer und Luftwaffe beim Kriegsministerium das wiederum dem Präsidenten unterstellt war. Die Kommandostrukturen waren die gleichen die während des Ersten Weltkriegs verwendet wurden. 1940 gab es innerhalb der Armee sieben Teilstreitkräfte, die gemeinhin als Kampftruppen angesehen wurden: Infanterie, Kavallerie, Feldartillerie, Küstenartillerie, Luftwaffenkorps, Pionierkorps und Signalkorps.
Das Kriegsministerium hatte 1921 ein Oberkommando der US-Armee (General Headquarters, United States Army, GHQ) genehmigt, das jedoch erst am 26. Juli 1940 aktiviert wurde. Es sollte die Mobilisierung erleichtern, indem es die Organisation und Ausbildung der Feldstreitkräfte der Armee auf dem amerikanischen Festland (Zone of Interior) überwachte. Im Oktober 1940 wurde das Kommando der Korpsgebiete von den vier Armeen, die 1932 aufgestellt worden waren, getrennt. Am 17. März 1941 wurden die Vereinigten Staaten in vier Verteidigungskommandos aufgeteilt, die im Falle einer drohenden Invasion zu Einsatzgebieten werden sollten. Zusätzlich zu diesen Ausbildungsaufgaben wurde dem GHQ am 3. Juli 1941 das Kommando und die Planung für militärische Operationen in der Zone of Interior übertragen. Das GHQ wurde am 9. März 1942 von den Army Ground Forces abgelöst. Die vier Verteidigungskommandos und alle Einsatzgebiete wurden dem Generalstab des Kriegsministeriums unterstellt.

### Generalstab
Der Generalstab der US Army war das Herzstück der strategischen Planung und Koordination. Er bestand aus mehreren Abteilungen:
- G-1 (Personal): Zuständig für Personalmanagement, Rekrutierung und Truppenstärke.
- G-2 (Aufklärung): Verantwortlich für die Sammlung und Analyse von Informationen über den Feind.
- G-3 (Operationen): Koordinierte die Planung und Durchführung militärischer Operationen.
- G-4 (Logistik): Konzentrierte sich auf die Versorgung der Truppen mit Nachschub und Ausrüstung.

Der oberste militärische Führer der US Army war der Chef des Generalstabs, eine Rolle, die während des Zweiten Weltkriegs von General George C. Marshall ausgefüllt wurde. Daneben gab es noch einen Sonderstab der sich aus der Legislative and Liaison division, dem Inspector General, dem Manpower board, der Budget Division und der Civil Affair Division zusammensetze.

### Feldarmee
Eine Feldarmee bestand theoretisch aus drei Korps, einer Flugabwehrartilleriebrigade, Pionieren mit drei allgemeinen Regimentern, sechs separaten Bataillonen, zwei schweren Pontonbataillonen und einem Bataillon für Topographie, Wasserversorgung und Tarnung, drei Panzerjägerbataillonen, zwei Fernmeldebataillonen sowie einer Vielzahl von Kompanien und Serviceeinheiten. Während des Zweiten Weltkriegs wurden insgesamt 11 Armeen aufgestellt.
- 1. United States Army (1. Okt. 1933)
- 2. United States Army (1. Okt. 1933)
- 3. United States Army (1. Okt. 1933)
- 4. United States Army (1. Okt. 1933)
- 5. United States Army (5. Jan. 1943)
- 6. United States Army (25. Jan. 1943)
- 7. United States Army (10. Juli 1943)
- 8. United States Army (10. Juni 1944)
- 9. United States Army (15. April 1944)
- 10. United States Army (20. Juni 1944)
- 15. United States Army (21. August 1944)

Die Erste, Dritte, Fünfte, Siebte, Neunte und Fünfzehnte Armee dienten in Europa, während die Sechste, Achte und Zehnte Armee im Pazifik eingesetzt wurden. Die Fünfte und die Siebte wurden in Nordafrika aufgestellt, während die Zweite und die Vierte in den Vereinigten Staaten blieben und Ausbildungsaufgaben übernahmen.

### Korps
Das Korps bestand theoretisch aus drei Infanteriedivisionen, einem Flugabwehrregiment, einem motorisierten Kavallerieregiment, zwei Pionierregimentern, einer Feldartilleriebrigade, einer Panzerjägergruppe, einem Fernmeldebataillon und verschiedenen Serviceeinheiten. Die Größe der Korpsstäbe wurde 1943 von den Army Ground Forces drastisch reduziert, da sich das Korpskonzept nach flexiblen Richtlinien entwickelte, die vorsahen, dass einzelne Kampfbataillone nach Bedarf zugewiesen oder angegliedert werden konnten. Ein Korps wurde zu einer variablen Kombination aus Divisionen und Bataillonen, die im Wesentlichen aus einem Kommandeur und einem kleinen Stab bestand, der die Kampfhandlungen leitete und die ihm unterstellten nicht-divisionalen Kampfeinheiten führte. Dazu gehörten Elemente wie die Korpsartillerie, Kavalleriegeschwader und Panzerjägerbataillone. Sie wurden auf die Divisionen verteilt, zur massiven Unterstützung aufgestellt oder in Reserve gehalten. Da die Divisionen gestrafft worden waren, wurde das Korps zum Hauptquartier für den Einsatz von Kampfelementen in den richtigen taktischen Kombinationen für den jeweiligen Auftrag.

### Division
Divisionen waren die größten Einheiten des Heeres mit einer vorgeschriebenen Struktur und fungierten als kleinste Formation, die Einheiten verschiedener Waffen und Dienste umfasste. Sie waren auf normale operative Autarkie ausgelegt, die je nach Divisionstyp variierte. Da man davon ausging, dass die Panzerdivision normalerweise in beträchtlicher Entfernung von der Masse der Streitkräfte operieren würde, ebenso wie die motorisierte Division in etwas geringerer Entfernung und die Infanteriedivision am wenigsten, wurde die Unterstützung für Wartung, Nachschub und Technik entsprechend verteilt. Alle wurden auf ein Minimum beschränkt, da Korps und Armeen als Pools spezialisierter Einheiten konzipiert waren, die unter ungewöhnlichen Umständen die erforderliche Unterstützung leisten sollten.
Während des Zweiten Weltkriegs wurden insgesamt 92 Divisionen eingesetzt, von denen 89 nach dem Krieg bestehen blieben. Bis Mai 1945 hatten die fünf am stärksten betroffenen Divisionen (3., 4., 9., 36. und 45. US-Infanterie-Division) einen Verlust von 176 % erlitten. Um diese Verluste teilweise auszugleichen, wurden die noch nicht eingesetzten Divisionen rücksichtslos ausgeplündert. Dies machte einen Großteil der sorgfältigen Vorbereitungs- und Ausbildungsprogramme zunichte, mit denen die Divisionen vorbereitet worden waren, und viele von ihnen kamen als eilig aufgerüstete Formationen mit einem Minimum an Ausbildung zum Einsatz. Eine typische Infanteriedivision bestand aus drei Infanterieregimentern einem Aufklärungszug, vier Artilleriebataillonen einem Pionierbataillon, einem Sanitäts-Bataillon und sechs Spezialeinheiten wie einer Signalkompanie, Militärpolizei und Militärkapelle.
Die ursprüngliche Panzerdivision bestand aus einer Panzerbrigade mit drei Panzerregimentern, zwei mit leichten und einem mit mittleren Panzern, sowie einem Feldartillerieregiment mit zwei Bataillonen. Außerdem gab es ein Panzeraufklärungsbataillon und ein angeschlossenes Luftbeobachtungsgeschwader für die Aufklärung, während die Unterstützungs- und Serviceelemente aus einem Panzergrenadierregiment, einem Feldartilleriebataillon, einem Pionierbataillon, einer Signalkompanie, einer Instandhaltungskompanie, einem QM-LKW-Bataillon und einem Sanitätsbataillon bestanden. Mit der zweiten großen Umstrukturierung, die am 15. September 1943 in Kraft trat, wurde die leichte Panzerdivision eingeführt. Sie reduzierte die Panzerstärke, indem sie die zwei Regimenter (d. h. sechs Panzerbataillone) durch drei Panzerbataillone ersetzte. Die Regimentsebene wurde in allen Panzerdivisionen mit Ausnahme der 2. und 3. US-Panzer-Division abgeschafft, die in der alten Gliederung verblieben. Dies hätte eigentlich eine Halbierung der Panzerdivision bedeuten müssen (drei statt sechs Bataillone); tatsächlich betrug die Reduzierung etwa ein Drittel. Zur Kontrolle der Divisionsreserven wurde ein weiteres Kampfkommando eingeführt, das als CCR [Combat Command Reserve] (oder CCC) bezeichnet wurde. Das Aufklärungsbataillon wurde durch eine Kavallerie-Aufklärungsstaffel ersetzt, so dass die Gesamtstärke der Division um fast 4000 Mann sank.
Während des Zweiten Weltkriegs wurden die Panzerdivisionen sechs verschiedenen Umstrukturierungen unterzogen, von denen zwei tatsächlich von Bedeutung waren. Die erste, die am 1. März 1942 in Kraft trat, führte zu schweren Panzerdivisionen. Die Panzerbrigade wurde zusammen mit einem der Panzerregimenter aufgelöst, so dass an ihrer Stelle zwei Kampfkommandos (CCA und CCB) und zwei Panzerregimenter entstanden. In jedem Regiment gab es drei Panzerbataillone, wobei das Verhältnis von leichten zu mittleren Panzern geändert wurde und jedes Regiment nun über zwei mittelschwere und ein leichtes Bataillon verfügte. Auch die Artillerie wurde in drei separate Bataillone umstrukturiert. Die Kampfkommandos gaben der Division mehr Flexibilität, da ihre Zusammensetzung je nach Einschätzung der Gefechtslage durch den Divisionskommandeur variiert werden konnte.

### Regiment, Kompanie und Zug
Die Stärke des Standard-Infanterieregiments änderte sich im Laufe des Krieges mehrmals. Im Juni 1941 wurde es von 2.542 auf 3.340 Mann aufgestockt und dann auf 3.118 Mann bis zum 15. Juli 1943 und auf 3.068 Mann bis zum 24. Januar 1945 verkleinert. Ein Infanterieregiment bestand aus einer Stabskompanie, drei Infanteriebataillonen, einer Panzerabwehrkompanie, einer Geschützkompanie und einer Unterstützungs- und Versorgungskompanie. Ein Infanteriebataillon bestand aus 871 Männern in vier Kompanien plus Stab. Die Kompanien waren 187 Mann stark und bestanden aus vier Zügen. Eine Kompanie wurde von einem Captain, ein Zug von einem Lieutenant oder Sergeant. befehligt. Bei voller Stärke hatte ein Zug 3 Trupps mit je 12 Mann.

## Rekrutierung
Bei Kriegseintritt im Dezember 1941 hatte die Armee eine Stärke von 1.686.000 Soldaten aufgeteilt in 29 Infanterie-, 5 Panzer- und 2 Kavalleriedivisionen. Von diesen Divisionen befanden sich nur zwei außerhalb des amerikanischen Kontinents, den übrigen 34 fehlte es an wesentlichen Ausrüstungsgegenständen und nur 17 hatten eine ausreichende Ausbildung erhalten, um als kampfbereit zu gelten. Bis 1945 war die Anzahl der Truppen auf 7,7 Mio. Soldaten angewachsen. Die Armee setzte sich aus der regulären Armee der Nationalgarde und der Reserve zusammen. Das Wehrpflichtalter wurde mit dem Selective Training and Service Act vom 16. September 1940 auf 21 bis 45 Jahren festgelegt. Die Rekrutierung erfolgte durch den Selective Service. Der Selective Service bestand aus einem nationalen Büro und 53 auf die einzelnen Bundesstaaten verteilten Zweigstellen. Dazu gehörten neben einem Büro für jeden der 48 Bundesstaaten auch eine Anlaufstelle in Hawaii, Alaska und Puerto Rico sowie je eine für die Stadt New York und den District of Columbia.
Auf lokaler Ebene waren Ärzte, die in 6.443 lokalen Stellen eingesetzt wurden, für die Erstbeurteilung der körperlichen Verfassung der Rekrutierten zuständig. Im Gegensatz zum Ersten Weltkrieg entschied der Selective Service nicht über die Aufnahme. Tatsächlich trafen medizinische Prüfungskommissionen in den Einberufungsstationen der Armee die endgültige Entscheidung über die körperliche Eignung eines Rekruten. Die Untersuchungsstellen sollten in den Ballungszentren liegen, vorzugsweise in oder in der Nähe einer Militäreinrichtung, um die Entfernung zwischen den Wohnorten der Rekruten und den Untersuchungsstellen zu verringern. Es wurde festgestellt, dass etwa die Hälfte dieser Prüfungsausschüsse in Militäreinrichtungen eingerichtet werden könnte.

Der medizinische Untersuchungsausschuss sollte aus 11 Sanitätsoffizieren und 1 Zahnarzt bestehen, vorzugsweise aus Reserveoffizieren. Der verantwortliche Offizier sollte eine ausreichende Dienstzeit absolviert haben, um die Herrichtung des Untersuchungsraumes zu überwachen und die Versorgung und Ausrüstung zu kontrollieren. Die Leitung aller Kammern in einem bestimmten militärischen Gebiet sollte von einem Sanitätsoffizier der regulären Armee übernommen werden. Aufgrund des Mangels an Sanitätsoffizieren der regulären Armee war dies jedoch nicht praktikabel. Neben dem verantwortlichen Offizier sollte der Ausschuss aus einem Chirurgen, drei Internisten, einem Orthopäden, zwei Augenärzten, einem Hals-Nasen-Ohren-Arzt, einem Psychiater, einem klinischen Pathologen und einem Zahnarzt bestehen.
Um die Arbeit des Ausschusses zu erleichtern, wurde die Unterstützung durch insgesamt 22 Soldaten oder qualifizierte Zivilisten als unerlässlich erachtet. Dazu gehörten zwei Unteroffiziere (vorzugsweise aus dem Sanitätsdienst), eine Stenografin, eine Schreibkraft, zwei Laboranten, acht Sachbearbeiter und weitere acht Personen, die als Boten und für allgemeine Aufgaben eingesetzt werden sollten. Bei der ärztlichen Untersuchung, die Seh- und Hörvermögen, Gewicht, Größe, Zahngesundheit und eine Überprüfung auf Erbkrankheiten umfasste, wurden die Rekruten in drei Klassen eingeteilt: 1-A körperlich voll tauglich für den allgemeinen aktiven Militärdienst, 1-B körperlich untauglich für den allgemeinen aktiven Militärdienst, aber tauglich für den besonderen und begrenzten Militärdienst, 4 untauglich.

## Ausbildung

### Mannschaften
Zu Beginn des Jahres 1940 waren die einzigen militärischen Ausbildungseinrichtungen in den USA die General und Special Service Schools, kleine Einrichtungen mit der Aufgabe, eine begrenzte Anzahl von Einzelpersonen auszubilden. Die wesentlich umfangreichere Aufgabe der Grundausbildung aller neu eintretenden Soldaten wurde den Einheiten überlassen. Es war klar, dass dieses System im Hinblick auf den enormen Zustrom von „Bürgersoldaten“, den die Einberufung erzeugen würde, nicht akzeptabel war. 1940 nahm das Kriegsministerium daher einen neuen Plan an, und im ganzen Land wurden spezielle Ausbildungseinrichtungen, die so genannten Replacement Training Centres (RTC), eingerichtet. Die Aufgabe dieser RTCs bestand darin, den taktischen Einheiten einen ständigen Strom ausgebildeter Männer zur Verfügung zu stellen, um diese Einheiten während der Mobilisierung und des Kampfes von ihrer Ausbildungslast zu befreien.
Zwölf Zentren für Bodentruppen nahmen im März 1941 ihre Arbeit auf: drei für die Küstenartillerie, eines für die Panzertruppe, eines für die Kavallerie, drei für die Feldartillerie und vier für die Infanterie. Im Laufe des Jahres 1941 bildeten sie über 200.000 Männer aus. Für die neuen Waffengattungen wie Flugabwehr und Panzerjäger wurden weitere RTCs eingerichtet. Sie bildeten die neu eingestellten Männer in den grundlegenden militärischen Fächern und in den elementaren Spezialtechniken ihrer jeweiligen Waffengattung oder Dienststelle aus. Zu ersteren gehörten Themen wie militärische Disziplin, persönliche Hygiene, Erste Hilfe, Wachdienst und die Pflege und Verwendung der persönlichen Waffen. Ursprünglich dauerten die Kurse 12 bis 13 Wochen, aber unmittelbar nach Pearl Harbor wurden viele RTC-Programme auf acht Wochen gekürzt. Dies hielt jedoch nicht lange an, und im Herbst 1943 waren alle Kurse, von einigen wenigen Ausnahmen abgesehen, auf eine Dauer von 17 Wochen festgelegt worden. Da der Kampfeinsatz im Zweiten Weltkrieg komplexe Fähigkeiten erforderte, wurde der Army General Classification Test entwickelt. Sein Zweck war es, die kognitiven Fähigkeiten von militärischen Rekruten zu bewerten. Es gab:
- Einstufungstests, die dazu dienten, alle Soldaten im Hinblick auf ihre Fähigkeit, ihre Aufgaben in der Armee zu erlernen, zu klassifizieren. Im Großen und Ganzen maßen sie das allgemeine Niveau der Fähigkeiten eines Mannes und nicht seine Fähigkeiten in einem bestimmten Bereich. In vielen Fällen waren die Tests auch nützlich, um bestimmte Männer auszusortieren. Langsame Lerner zum Beispiel sind ungeachtet ihrer besonderen Begabung für eine Spezialausbildung ungeeignet.
- Eignungstests dienten der Klassifizierung von Soldaten hinsichtlich ihrer Fähigkeit, bestimmte Tätigkeiten in der Armee zu erlernen. Am weitesten verbreitet waren die allgemeinen Eignungstests, d. h. Tests, die die Fähigkeiten für einen allgemeinen Bereich, wie z. B. mechanische oder bürotechnische Arbeiten, maßen. Spezifische Eignungstests, die nicht so weit verbreitet waren, dienten der Messung der Eignung für eine bestimmte Aufgabe.
- Bildungstests, um den Bildungsstand eines Menschen zu beurteilen. Bildungstests wurden durchgeführt, wenn ein Hintergrund in einem bestimmten akademischen Fach für einen Arbeitsplatz oder eine Ausbildung wichtig war.
- Fachwissenstests zur Bestimmung des benötigten Fachwissens in einem bestimmten Beruf.[11]

### Offiziere
Offiziersanwärter wurden in einem Teil der Schulen der Streitkräfte, den so genannten Officer Candidate Schools (OCS), ausgebildet und für die Ernennung ausgewählt. Diese Offiziersanwärterschulen wurden im Juli 1941 gegründet und traten an die Stelle der Offiziersausbildungslager des Ersten Weltkriegs. jedoch mit der Besonderheit, dass die Kandidaten auf Warrant Officers und Rekruten beschränkt waren, die zum Zeitpunkt der Aufnahme mindestens vier bis sechs Monate Dienst geleistet hatten. Das grundlegende Ziel bestand darin, ein leistungsorientiertes und demokratisches Beschaffungssystem an Stelle der eher willkürlichen Auswahl junger Offiziere aus einer sozialen und intellektuellen Elite zu schaffen. Die Aufgabe der OCS bestand darin, Soldaten der jeweiligen Waffengattung zu Gefechtsoffizieren auszubilden, um den Mobilisierungsbedarf zu decken, der nicht durch Offiziere der regulären Streitkräfte, der Reserve oder der Nationalgarde gedeckt werden konnte. In Kursen, die zwischen 12 und 17 Wochen dauerten, bildeten die Schulen die Kandidaten in den grundlegenden Aufgaben eines Offiziersanwärters der jeweiligen Waffengattung oder Dienststelle aus und entschieden, ob sie für ein Offizierspatent geeignet waren oder nicht. 1942 übernahmen sie auch die Ausbildung von Mitgliedern des Reserve Officers' Training Corps (ROTC), die das College verlassen hatten, um in die Armee einzutreten, bevor sie ihren ROTC-Kurs abgeschlossen hatten. Diese Gruppe machte etwa ein Zehntel aller OCS-Absolventen aus und erhielt nach ihrem Abschluss ein Reserveoffizierspatent. 1940 verfügte die Armee lediglich über 14.000 Berufsoffiziere, Ende 1943 waren es 300.000. Es gab ständige Bestrebungen, insbesondere von Seiten der Army Service Forces, die Dauer des Kurses auf sechs Monate zu verlängern, was aber abgelehnt wurde.

### Bezahlung
| Rang                | Dienstzeit          |              |              |              |              |               |               |               |               |               |               |               |               |               |               |
| ------------------- | ------------------- | ------------ | ------------ | ------------ | ------------ | ------------- | ------------- | ------------- | ------------- | ------------- | ------------- | ------------- | ------------- | ------------- | ------------- |
|                     | weniger als 3 Jahre | über 3 Jahre | über 5 Jahre | über 6 Jahre | über 9 Jahre | über 10 Jahre | über 12 Jahre | über 15 Jahre | über 17 Jahre | über 18 Jahre | über 21 Jahre | über 23 Jahre | über 24 Jahre | über 27 Jahre | über 30 Jahre |
| General of the Army | 1.125 $             | ″″           | ″″           | ″″           | ″″           | ″″            | ″″            | ″″            | ″″            | ″″            | ″″            | ″″            | ″″            | ″″            | ″″            |
| General             | 666 $               | ″″           | ″″           | ″″           | ″″           | ″″            | ″″            | ″″            | ″″            | ″″            | ″″            | ″″            | ″″            | ″″            | ″″            |
| Lieutenant-General  | 666 $               | ″″           | ″″           | ″″           | ″″           | ″″            | ″″            | ″″            | ″″            | ″″            | ″″            | ″″            | ″″            | ″″            | ″″            |
| Major-General       | 666 $               | ″″           | ″″           | ″″           | ″″           | ″″            | ″″            | ″″            | ″″            | ″″            | ″″            | ″″            | ″″            | ″″            | ″″            |
| Brigade-General     | 500 $               | ″″           | ″″           | ″″           | ″″           | ″″            | ″″            | ″″            | ″″            | ″″            | ″″            | ″″            | ″″            | ″″            | ″″            |

| Rang                                           | Dienstzeit          |              |              |              |              |               |               |               |               |               |               |               |               |               |               |
| ---------------------------------------------- | ------------------- | ------------ | ------------ | ------------ | ------------ | ------------- | ------------- | ------------- | ------------- | ------------- | ------------- | ------------- | ------------- | ------------- | ------------- |
|                                                | weniger als 3 Jahre | über 3 Jahre | über 5 Jahre | über 6 Jahre | über 9 Jahre | über 10 Jahre | über 12 Jahre | über 15 Jahre | über 17 Jahre | über 18 Jahre | über 21 Jahre | über 23 Jahre | über 24 Jahre | über 27 Jahre | über 30 Jahre |
| Colonel                                        | 333 $               | 350 $        | ″″           | 366 $        | 383 $        | ″″            | 400 $         | 416 $         | ″″            | 433 $         | 450 $         | ″″            | 466 $         | 483 $         | 500 $         |
| Lieutenant-Colonel weniger als 30 Jahre Dienst | 291 $               | 306 $        | ″″           | 320 $        | 335 $        | ″″            | 350 $         | 364 $         | ″″            | 379 $         | 393 $         | ″″            | 408 $         | 422 $         |               |
| Lieutenant-Colonel mehr als 30 Jahre Dienst    | 333 $               | 350 $        | ″″           | 366 $        | 383 $        | ″″            | 400 $         | 416 $         | ″″            | 433 $         | 450 $         | ″″            | 466 $         | 483 $         | 500 $         |
| Major weniger als 23 Jahre Dienst              | 250 $               | 262 $        | ″″           | 275 $        | 287 $        | ″″            | 300 $         | 312 $         | ″″            | 325 $         | 337 $         |               |               |               |               |
| Major mehr als 23 Jahre Dienst                 | ″″                  | ″″           | ″″           | ″″           | ″″           | ″″            | ″″            | ″″            | ″″            | ″″            | ″″            | 393 $         | 408 $         | 422 $         | 437 $         |

| Rang                                         | Dienstzeit          |              |              |              |              |               |               |               |               |               |               |               |               |               |               |
| -------------------------------------------- | ------------------- | ------------ | ------------ | ------------ | ------------ | ------------- | ------------- | ------------- | ------------- | ------------- | ------------- | ------------- | ------------- | ------------- | ------------- |
|                                              | weniger als 3 Jahre | über 3 Jahre | über 5 Jahre | über 6 Jahre | über 9 Jahre | über 10 Jahre | über 12 Jahre | über 15 Jahre | über 17 Jahre | über 18 Jahre | über 21 Jahre | über 23 Jahre | über 24 Jahre | über 27 Jahre | über 30 Jahre |
| Captain weniger als 17 Jahre Dienst          | 200 $               | 210 $        | ″″           | 220 $        | 230 $        | ″″            | 240 $         | 250 $         |               |               |               |               |               |               |               |
| Captain mehr als 17 Jahre Dienst             | ″″                  | ″″           | ″″           | ″″           | ″″           | ″″            | ″″            | ″″            | 312 $         | 325 $         | 337 $         | ″″            | 350 $         | 362 $         | 375 $         |
| First Lieutenant weniger als 10 Jahre Dienst | 166 $               | 175 $        | ″″           | 183 $        | 191 $        |               |               |               |               |               |               |               |               |               |               |
| First Lieutenant mehr als 10 Jahre Dienst    | ″″                  | ″″           | ″″           | ″″           | ″″           | 230 $         | 240 $         | 250 $         | ″″            | 260 $         | 270 $         | ″″            | 280 $         | 290 $         | 300 $         |
| Second Lieutenant weniger als 5 Jahre Dienst | 150 $               | 157 $        |              |              |              |               |               |               |               |               |               |               |               |               |               |
| Second Lieutenant mehr als 5 Jahre Dienst    | ″″                  | ″″           | 175 $        | 183 $        | 191 $        | ″″            | 200 $         | 208 $         | ″″            | 216 $         | 225 $         | ″″            | 233 $         | 241 $         | 250 $         |

| Rang                  | Dienstzeit          |              |              |              |              |               |               |               |               |               |               |               |               |               |               |
| --------------------- | ------------------- | ------------ | ------------ | ------------ | ------------ | ------------- | ------------- | ------------- | ------------- | ------------- | ------------- | ------------- | ------------- | ------------- | ------------- |
|                       | weniger als 3 Jahre | über 3 Jahre | über 5 Jahre | über 6 Jahre | über 9 Jahre | über 10 Jahre | über 12 Jahre | über 15 Jahre | über 17 Jahre | über 18 Jahre | über 21 Jahre | über 23 Jahre | über 24 Jahre | über 27 Jahre | über 30 Jahre |
| Warrant officer       | 150 $               | 157 $        | ″″           | 165 $        | 172 $        | ″″            | 180 $         | 187 $         | ″″            | 195 $         | 202 $         | ″″            | 210 $         | 217 $         | 225 $         |
| Chief Warrant officer | 175 $               | 183 $        | ″″           | 192 $        | 201 $        | ″″            | 210 $         | 218 $         | ″″            | 227 $         | 236 $         | ″″            | 245 $         | 253 $         | 262 $         |

| Rang                | Dienstzeit          |              |              |              |              |               |               |               |               |               |               |               |               |               |               |
| ------------------- | ------------------- | ------------ | ------------ | ------------ | ------------ | ------------- | ------------- | ------------- | ------------- | ------------- | ------------- | ------------- | ------------- | ------------- | ------------- |
|                     | weniger als 3 Jahre | über 3 Jahre | über 5 Jahre | über 6 Jahre | über 9 Jahre | über 10 Jahre | über 12 Jahre | über 15 Jahre | über 17 Jahre | über 18 Jahre | über 21 Jahre | über 23 Jahre | über 24 Jahre | über 27 Jahre | über 30 Jahre |
| Corporal            | 66 $                | 69 $         | ″″           | 72 $         | 75 $         | ″″            | 79 $          | 82 $          | ″″            | 85 $          | 89 $          | ″″            | 92 $          | 95 $          | 99 $          |
| Private first class | 54 $                | 56 $         | ″″           | 59 $         | 62 $         | ″″            | 64 $          | 67 $          | ″″            | 70 $          | 72 $          | ″″            | 75 $          | 78 $          | 81 $          |
| Private             | 50 $                | 52 $         | ″″           | 55 $         | 57 $         | ″″            | 60 $          | 62 $          | ″″            | 65 $          | 67 $          | ″″            | 70 $          | 72 $          | 75 $          |

### Beförderung
Mit Ausnahme der Empfehlungen für die Beförderung von Offizieren in die Dienstgrade Colonel und Lieutenant Colonel aus Einheiten, die dem Oberbefehlshaber der Army Ground Forces unterstellt waren, wurden sämtliche Empfehlungen direkt an den Adjutant General (den Hauptverwaltungsbeamten der US Army) übermittelt. Einziges Kriterium für die Beförderung war die nachgewiesene Eignung und Befähigung für die Aufgaben und Verantwortlichkeiten der nächsthöheren Besoldungsgruppe. Außer in Einheiten, die an Kampfhandlungen in einem aktiven Einsatzgebiet beteiligt waren, wurde normalerweise kein Offizier mehr als einen Dienstgrad auf einmal befördert, und kein einmal beförderter Offizier wurde erneut befördert, bevor er nicht mindestens sechs Monate in dem Rang diente, in den er zuletzt befördert wurde. In der Regel wurde kein Offizier, mit Ausnahme des second lieutenant, für eine Beförderung empfohlen, bevor er nicht durch eine mindestens sechsmonatige hervorragende Leistung im Dienst seine Eignung für die Beförderung in den nächsthöheren Dienstgrad und seine Befähigung für die damit verbundenen Aufgaben nachgewiesen hatte. Wenn ein Offizier, der kein Second Lieutenant war, nach Ansicht eines Generals, der die Umstände persönlich kannte, seine Eignung für eine Beförderung in einem kürzeren Zeitraum eindeutig bewiesen hatte, zog das Kriegsministerium in Erwägung, auf dieses Erfordernis zu verzichten, sofern in der Empfehlung die Umstände, die die Empfehlung veranlassten und die Beförderung rechtfertigten, eindeutig dargelegt wurden.

## Lebensbedingungen

### Unterkunft und Verpflegung
Während des Zweiten Weltkriegs waren die Lebensbedingungen der US-Soldaten sehr unterschiedlich, je nachdem, wo sie stationiert waren, in welcher Phase des Krieges sie sich befanden und welcher Truppengattung sie angehörten. Insgesamt waren die Bedingungen schwierig, aber die US-Armee war dank Fortschritten in Logistik, medizinischer Versorgung und Technologie besser ausgerüstet und organisiert als im Ersten Weltkrieg. Im Vergleich zu anderen Armeen waren die amerikanischen Soldaten im Allgemeinen gut ernährt. Sie erhielten verschiedene Arten von Rationen, darunter A- und B-Rationen (für den Verzehr hinter der Front), C-Rationen (Konserven für den Kampfeinsatz) und K-Rationen (leichtere, tragbare Mahlzeiten). Die A- und B-Rationen entsprachen den Garnisonsrationen und umfassten 39 verschiedene Lebensmittel wie Fleisch, Obst, Gemüse, Milchprodukte und Getränke mit insgesamt 4.300 Kalorien. Da die Bereitstellung der A- und B-Rationen für das Quartiermeisterkorps jedoch schwierig war, ernährten sich die meisten Soldaten während der aktiven Einsätze nicht von diesen Rationen, es sei denn, die Feldküchen versorgten die Männer an der Front gelegentlich mit Lebensmitteln.
Die C-Ration bestand aus drei Paar 12-Unzen-Dosen, wobei jede Dose eine Mahlzeit enthielt. Eine Dose enthielt eine fleischhaltige Mahlzeit, die aufgewärmt werden musste; die andere Dose enthielt Cracker, Kaffee oder Tee, eine Getränkemischung, Zucker, Süßigkeiten, Toilettenpapier und Zigaretten. Insgesamt lieferte eine C-Ration den Soldaten etwa 3.300 Kalorien pro Tag. Die K-Rationen hatten 300 Kalorien weniger und waren für den Verzehr während des aktiven Kampfes gedacht. Jede Ration enthielt Frühstücks-, Abend- und Nachtmahlseinheiten. Jede Packung bestand aus den drei Mahlzeiten sowie Keksen, Crackern, Kaugummi, Zigaretten, Zitronensaft, löslichem Kaffee, einem Fruchtriegel und einer zwei Unzen großen D-Ration. In Notfällen mussten die Soldaten auf die D-Ration zurückgreifen. Diese Ration war ein stark angereicherter Schokoladenriegel mit 600 Kalorien. Da sie so konzipiert war, dass sie Temperaturen von bis zu 48 Grad standhalten konnte, war sie nicht leicht zu essen. Auch wenn die Qualität der Lebensmittel oft ausreichend war, wurden die Soldaten der sich wiederholenden Mahlzeiten häufig überdrüssig. Soldaten in Europa und im Pazifik hatten Schwierigkeiten, während intensiver Kämpfe oder in abgelegenen Gebieten regelmäßige Mahlzeiten zu sich zu nehmen. Während die Soldaten im Ersten Weltkrieg häufig mit Nahrungsmittelknappheit konfrontiert waren, hatte sich die Versorgung der Soldaten in den Kampfgebieten im Zweiten Weltkrieg verbessert, obwohl die Probleme der Unterernährung und des Mangels an frischen Lebensmitteln in einigen Kriegsgebieten fortbestanden.

### Gesundheit und Hygiene
Krankheiten waren in allen Kriegsgebieten ein großes Problem. Im Pazifik waren Krankheiten wie Malaria, Ruhr und Sandmückenfieber weit verbreitet. In Europa waren kältebedingte Krankheiten wie Immersionsfuß weit verbreitet, vor allem während der Ardennenschlacht. Die Hygiene im Feld war oft mangelhaft, so dass die Soldaten wochenlang ohne richtige Wäsche oder saubere Kleidung auskommen mussten. Combat fatigue (heute als PTBS bekannt) wurde während des Krieges zu einem bedeutenden Problem. Die anhaltenden Kampfhandlungen führten zu verschiedenen psychologischen Auswirkungen. Die Soldaten litten häufig unter Albträumen, starken Schreckreaktionen, Panikattacken oder Hysterie. Hinzu kamen psychosomatische Symptome wie: Magen-Darm-Beschwerden wie Krämpfe und Entzündungen, Kardiophobie oder Bettnässen. Die US-Armee begann während des Krieges, Maßnahmen zur Verbesserung der psychischen Gesundheit zu ergreifen, obwohl die Behandlungsmöglichkeiten noch begrenzt waren. Soldaten, die unter schwerem Kampfstress litten, wurden manchmal von der Front abkommandiert und erhielten Ruhezeiten.

### Unterhaltung
In den Monaten vor dem Kriegseintritt der USA begann die militärische Führung, die bis dato eher ungeordneten Bemühungen zur Freizeitgestaltung und Unterhaltung der Soldaten zu zentralisieren. Während des Ersten Weltkriegs hatte das Militär zur Förderung der Moral auf verschiedene religiöse und zivilgesellschaftliche Gruppen zurückgegriffen, deren Bemühungen zwar geschätzt wurden, sich jedoch häufig überschnitten und schwer zu koordinieren waren. Daher war der Armeeführung daran gelegen, ein ähnliches bürokratisches Chaos zu vermeiden. Zu diesem Zweck wurde die Special Services Division aufgestellt.
Die Special Services verwalteten das Army Exchange System (PX), organisierten Filmpremieren, bauten ein weitreichendes Radionetz auf, betrieben Clubs, in denen Soldaten Lebensmittel kaufen, Zeitungen und Zeitschriften lesen und mit Frauen aus der Heimat tanzen konnten. Zusätzlich erschienen Zeitschriften wie Yank und die Zeitung Stars and Stripes die im Ersten Weltkrieg von und für Soldaten gegründet worden war.

## Sanitätsdienst

### Ausbildung
Sanitäter durchliefen zusammen mit regulären Infanteriesoldaten eine militärische Grundausbildung, um sie auf den Einsatz auf dem Schlachtfeld vorzubereiten. Diese Ausbildung umfasste körperliche Fitness, den Umgang mit Waffen (obwohl die meisten Sanitäter keine Waffen trugen) und militärische Taktik. Nach der Grundausbildung erhielten die Sanitäter eine spezielle medizinische Ausbildung. Dazu gehörte die Ausbildung in folgenden Bereichen:
- Erste Hilfe (Verbände anlegen, schienen, Blutungen stillen).
- Behandlung von Schockzuständen.
- Verabreichung von Morphium zur Schmerzlinderung.
- Anlegen von Aderpressen.
- Behandlung von Verbrennungen, Knochenbrüchen und anderen üblichen Verletzungen auf dem Schlachtfeld.
- Grundlegende Hygiene und Krankheitsvorbeugung.

Die Ausbildung von Sanitätern war in der Regel kürzer als die von Ärzten und Krankenschwestern, konzentrierte sich aber stark auf die praktische Anwendung lebensrettender Techniken unter hohem Druck und in Kampfsituationen. Viele Armeesanitäter besuchten die Medical Field Service School in Carlisle Barracks, Pennsylvania, wo sie Evakuierung auf dem Schlachtfeld, Triage und andere fortgeschrittene medizinische Techniken lernten. Bei dieser Ausbildung standen schnelle Entscheidungsfindung und die Fähigkeit, unter extremem Stress zu arbeiten, im Vordergrund.

### Medizinische Ausrüstung
Ein Sanitäter der US-Armee im Zweiten Weltkrieg war mit einer Vielzahl von medizinischen Werkzeugen und Hilfsmitteln ausgestattet, um auf dem Schlachtfeld sofortige Hilfe leisten zu können. Diese Hilfsmittel wurden in einer speziellen Sanitätstasche oder einem Sanitätskasten mitgeführt. Die folgenden Gegenstände gehörten typischerweise zur Standardausrüstung eines Sanitäters:
- Erste-Hilfe-Kästen: Diese enthielten Verbände, Mull, Klebeband, Antiseptika und Scheren.
- Morphin-Syretten: Kleine, vorgefüllte Spritzen mit Morphin wurden zur Schmerzlinderung bei schwer verletzten Soldaten verwendet.
- Aderpressen: Die Sanitäter trugen sie bei sich, um starke Blutungen aus Gliedmaßenverletzungen zu stoppen.
- Sulfonamid-Pulver: Dies war ein antibakterielles Mittel, das zur Verhinderung von Wundinfektionen eingesetzt wurde.
- Verbände und Schienen: Die Sanitäter hatten Zugang zu einer Vielzahl von Verbänden und Schienen, um Brüche zu stabilisieren und Wunden zu schützen.
- Wasseraufbereitungstabletten: Die Sanitäter hatten auch diese Tabletten bei sich, um sauberes Trinkwasser im Einsatz zu gewährleisten.
- Tragen: Um die Verwundeten vom Schlachtfeld zu evakuieren.

Die Sanitäter waren auf ihren Helmen und Armbinden deutlich mit einem Abzeichen des Roten Kreuzes gekennzeichnet, obwohl dieser Schutz von den feindlichen Truppen nicht immer respektiert wurde.

### Behandlung
Die Behandlung verwundeter Soldaten erfolgte nach einem strukturierten System, das von der unmittelbaren Versorgung auf dem Schlachtfeld bis hin zu den verschiedenen Ebenen der medizinischen Einrichtungen reichte: Die erste Stufe der Versorgung erfolgte direkt auf dem Schlachtfeld. Die Sanitäter eilten zu den Verwundeten, die oft unter Beschuss standen, um sie sofort zu versorgen. Dazu gehörten in der Regel das Stillen von Blutungen, die Verabreichung von Morphium und die Stabilisierung des Patienten für den Transport. Nach der Erstversorgung wurden die Soldaten zu Bataillons- oder Regimentshilfsstellen evakuiert, die sich unmittelbar hinter der Front befanden. In diesen Versorgungsstationen nahmen die Sanitätsoffiziere eine Triage vor, d. h. sie ordneten die Soldaten nach der Schwere ihrer Verletzungen ein und führten weitergehende Behandlungen wie Bluttransfusionen oder Notoperationen durch. Von den Versorgungsstationen aus wurden schwer verwundete Soldaten in größere medizinische Einrichtungen wie Feldlazarette oder Evakuierungskrankenhäuser evakuiert. 
Diese Krankenhäuser befanden sich oft mehrere Kilometer hinter der Front und boten eine umfassendere chirurgische und medizinische Behandlung an. Soldaten mit schweren Verletzungen, die vor Ort nicht angemessen behandelt werden konnten, wurden aus dem Kampfgebiet in allgemeine Krankenhäuser evakuiert, die sich häufig in Großbritannien oder in den Vereinigten Staaten befanden. Diese Krankenhäuser boten Langzeitpflege, Rehabilitations- und Genesungsdienste an. Verwundete Soldaten wurden mit verschiedenen Mitteln transportiert, darunter Jeeps, Lastwagen, Krankenwagen und in einigen Fällen auch Flugzeuge. Die Evakuierung aus der Luft war ein bedeutender Fortschritt im Zweiten Weltkrieg, da die Soldaten so viel schneller als in früheren Kriegen in Krankenhäuser transportiert werden konnten. Einer der wichtigsten Fortschritte während des Kriegs war der weit verbreitete Einsatz von Penicillin zur Behandlung von Infektionen. Dieses Antibiotikum verringerte die Zahl der Todesfälle durch infizierte Wunden erheblich.

## Abteilungen

### Women’s Army Corps
Das Women’s Army Corps (WAC) wurde ursprünglich als Women’s Army Auxiliary Corps (WAAC) am 15. Mai 1942 gegründet. Die Gründung erfolgte auf Initiative der Kongressabgeordneten Edith Nourse Rogers, die einen Gesetzentwurf einbrachte, um Frauen offiziell im Militärdienst zu integrieren. Ziel war es, Frauen in nicht-kämpfenden Rollen zu beschäftigen, um Männer für den Fronteinsatz freizustellen. Die Einführung des WAAC stieß auf verschiedene Herausforderungen. Zunächst waren gesellschaftliche Vorurteile gegenüber Frauen im Militär weit verbreitet, und es bestand Skepsis hinsichtlich ihrer Fähigkeiten und Einsatzmöglichkeiten. Zudem war die anfängliche rechtliche Struktur des WAAC problematisch, da die Frauen nicht denselben Status wie männliche Soldaten hatten und daher keine gleichen Rechte und Vergünstigungen erhielten. Dies änderte sich im Juli 1943, als das WAAC in das Women’s Army Corps umgewandelt wurde, wodurch die Frauen den vollen Militärstatus erhielten. Wie die Männer mussten die Frauen sich ebenfalls einer medizinischen Untersuchung unterziehen um ihre Tauglichkeit festzustellen. Die Bewerberinnen mussten zwischen 21 und 45 Jahre alt sein, durften keine Familie haben, mussten mindestens 152 cm groß sein und mindestens 45 kg wiegen. Die standardmäßige Ausbildung im WAC dauerte etwa vier bis sechs Wochen. Diese Grundausbildung umfasste militärische Disziplin, körperliche Fitness und spezifische Schulungen je nach geplanter Rolle. Je nach Spezialisierung konnte die Ausbildung länger dauern, wenn zusätzliche technische oder spezialisierte Fähigkeiten erforderlich waren.

### Army Ground Forces
Die Bodentruppen der Armee die Army Ground Forces (AGF) setzten sich aus den Gattungen Infanterie, Kavallerie, Panzertruppe und Artillerie zusammen. Weniger als die Hälfte der taktischen Truppen der Army Ground Forces waren tatsächlich den Divisionen zugeordnet; sie befanden sich stattdessen in nicht-divisionalen Kampf- und Serviceeinheiten. Das Verhältnis am 31. März 1945 betrug beispielsweise etwa 15:12 (1.468.941 Mio. zu 1.194.398 Mio.). Hinzu kamen weitere 1.204.976 Mio. in ASF-nahen Einheiten in der Kommunikationszone („Com Z“). 1943 wurden alle diese Einheiten als GHQ Reserve geführt. Diese Reserveeinheiten wurden in Bataillonen zusammengefasst. Korps und Armeen wurden dann je nach Bedarf mit diesen Bataillonen ausgestattet, wobei die Ebenen Brigade und Regiment wegfielen.

#### Infanterie
Der Zweite Weltkrieg führte zur bis dahin größten Aufrüstung der US-Infanterie. Zwischen 1941 und 1943 erfolgte eine 60-prozentige Steigerung, so dass bis Kriegsende 317 Infanterieregimenter verschiedener Art mobilisiert wurden. Darunter befanden sich bisher unbekannte Infanterietypen wie die drei Gebirgs-, 12 Segelflug- und 16 Fallschirmjäger-Regimenter. Darüber hinaus gab es 99 verschiedene Bataillone, von denen einige mit hochspezialisierten Aufgaben betraut waren. Das Ordonnanzgewehr der Armee war das 1936 eingeführte M1 Garand. Allerdings waren die Unterstützungseinheiten in Übersee noch bis 1944 mit dem Springfield M1903 ausgestattet. Selbst wenn sie mit dem M1 bewaffnet waren, führten die Einheiten bis Ende 1943 ein M1903 mit einem M1-Granatwerfer mit sich, bis der M7-Granatwerfer für das M1 verfügbar wurde. Die Standard-Seitenwaffe war der Colt M1911. Zusätzlich gab es noch den Smith-&-Wesson-Revolver Model 10 sowie den M1917-Revolver. Ab 1943 wurde eine Karabinerversion der M1 als Ergänzung oder Ersatz für den Smith-&-Wesson-Revolver Model 10 herausgegeben, die für Offiziere und Truppen der zweiten Reihe wie Fahrer, Artilleristen, MPs usw. bestimmt war.

#### Artillerie
Die Artillerie war zwischen der Feldartillerie und dem Küstenartilleriekorps aufgeteilt. Die Feldartillerie war zuständig für die Artillerie, die die Armee ins Feld begleitete, während die Küstenartillerie das Land gegen Luft- und Seeangriffe verteidigte. Die Feldartillerie, zu der leichte, Gebirgs-, mittlere und schwere Geschütze gehörten, hatte die Aufgabe, die vorrückenden Kampftruppen aus nächster Nähe und kontinuierlich mit Feuer zu unterstützen. Darüber hinaus unterstützte sie die Truppen in der Tiefe mit Sperrfeuer, Feuer auf die gegnerischen Reserven, Feuer zur Einschränkung der Bewegungsfreiheit im rückwärtigen Bereich und zur Störung der Befehlsstrukturen. Vor 1943 wurde jedes Armeekorps von einer unabhängigen Feldartilleriebrigade unterstützt, die aus einem 155-mm-Kanonen-Regiment und zwei 155-mm-Haubitzen-Regimentern sowie einem Beobachtungsbataillon bestand. Eine Feldartilleriebrigade, bestehend aus einem 155-mm-Haubitzen-Regiment und zwei 75-mm-Haubitzen-Regimentern, war in jede Karree-Division eingegliedert, aber im Zuge der Dreiteilung dieser Divisionen wurden ihre Brigaden aufgelöst. Im Laufe des Jahres 1943 führte die Armee das Bataillons-/Gruppensystem ein, das die alte feste Brigade abschaffte und durch eine flexible Brigade-Struktur ersetzte. Die Armee verfügte über eine breite Palette von Feldartilleriebataillonen, die jeweils über eine bestimmte Waffe und ein bestimmtes Transportmittel verfügten. Sie unterteilten sich in leichte Artillerie (75 mm bis 105 mm), mittlere Artillerie (115 mm bis 155 mm) und schwere Artillerie (155 mm bis 240 mm). Aufgrund der kritischen Munitionsversorgung in Europa rüstete die Feldartillerie sogar einige Bataillone und Batterien auf verschiedene deutsche und französische Kanonen um, um von den erbeuteten Munitionsbeständen zu profitieren.

#### Panzertruppe
Die Panzertruppe wurde im Juli 1940 unter dem Eindruck des Erfolgs der deutschen Blitzkriegstaktik aufgestellt. Innerhalb einer Woche wurde das I. Panzerkorps gebildet, das aus der 1. und 2. Panzerdivision bestand, die beide am 15. Juli aktiviert wurden. Darüber hinaus verfügte die „Armored Force“ über das 70. Panzerbataillon als separate Einheit außerhalb der Division. Mit der Vergrößerung der Armee wuchsen auch die Panzerdivisionen und Panzerkorps. Das II. Panzerkorps wurde im Februar 1942 aufgestellt, das III. im August 1942 und das IV. im September 1942. Dies entsprach der damals geltenden Doktrin, wonach Panzerdivisionen in Spezialkorps eingesetzt werden sollten, die aus zwei gepanzerten und einer motorisierten Division bestehen. Im Februar 1944 wurden jedoch alle Panzereinheiten den Korps und Armeen zugeordnet und die Panzerkorps in normale Korps umgewandelt.

#### Kavallerie
Zu Beginn der Kampfhandlungen in Europa war die Kavallerie der US-Armee bereits teilweise motorisiert. Das 1. und das 13. Kavallerieregiment waren bereits voll ausgerüstet und zusammengefasst als 7. Kavalleriebrigade Teil der Panzertruppen. Das 4. und 6. Kavallerieregiment waren teilmotorisiert, d. h. ihre Pferde wurden in großen Wagen transportiert, die mit den übrigen Kraftfahrzeugen mithalten, schnell entladen und beritten eingesetzt werden konnten. Es verblieben zehn rein pferdegestützte Regimenter der Regular Army, von denen acht bis Ende 1941 in zwei Kavalleriedivisionen zusammengefasst wurden. Mit der Abschaffung des Chief of Cavalry Office im März 1942 beschleunigte die Army Ground Forces den Abschluss der Motorisierung. Das 2., 3., 11. und 14. Kavallerieregiment wurde 1942 aufgelöst und 1943 als nummerngleiche voll motorisierte Kavallerie reaktiviert. Die vier Kavalleriedivisionen und siebzehn Kavallerieregimenter der Nationalgarde wurden 1940 aufgelöst, so dass nur sieben teilmotorisierte Regimenter und eine Brigade aus zwei texanischen Kavallerieregimentern übernommen wurden. Die beiden letztgenannten Regimenter wurden als Fußinfanterie eingesetzt, während die anderen vollständig motorisiert wurden.

### Army Air Forces
Die Army Air Forces (AAF) war der Nachfolger des Army Air Corps und Vorgänger der heutigen US Air Force. Die AAF wurden im Juni 1941 als eigenständige Abteilung innerhalb der Armee gegründet. 1941 gab es vier amerikanische Luftflotten, die auf dem amerikanischen Festland stationiert waren. Zwei weitere Verbände, die Philippine Department Air Force und die Hawaiian Department Air Force, waren im Pazifikraum stationiert, während die Panama Department Air Force sich in der Karibik befand. Eine ebenso kleine Alaskan Air Force überwachte Alaska und die Aleuten. Die grundlegende kontinentale Verteidigung konzentrierte sich auf die taktischen Luftstreitkräfte, von denen es bei Ausbruch des Zweiten Weltkriegs vier gab: die 1st AF (Mitchel Field, Long Island, New York), die 2nd AF (HQ Geiger Field, Spokane, Washington State), die 3rd AF (HQ MacDill Field, Tampa, Florida) und die 4th AF (HQ March Field, Riverside, Kalifornien). Alle wurden im Winter 1940 bis 1941 als Air Districts unter dem alten GHQAF gegründet. 
Sie wurden als Luftkriegsverbände aufgestellt, denen jeweils ein bestimmtes Gebiet in den USA zugewiesen wurde, in dem sie operieren sollten: 1st AF, Ostküste; 2nd AF, Nordwesten und Gebirge; 3rd AF, Südosten; und 4th AF, entlang der Westküste und im Südwesten. Ihre ursprüngliche Aufgabe war die Bereitstellung von Einheiten und Flugzeugen für die Verteidigung des amerikanischen Kontinents und die Teilnahme an Gefechtsübungen und -manövern zusammen mit den Army Ground Forces. Später organisierten und trainierten sie hauptsächlich Bomber-, Jagdflugzeug- sowie andere Einheiten und Besatzungen für den Einsatz in Übersee. Der Chef des Luftwaffenstabs war Mitglied der Combined Chiefs of Staff und der Joint Chiefs of Staff, die die strategischen Ziele und Pläne der alliierten Streitkräfte festlegten. Der Air Staff war das Instrument des Kommandierenden Generals, das es ihm ermöglichte, alle Teile der AAF weltweit zu leiten und zu kontrollieren. Zum Oberkommando der AAF gehörte auch der Deputy Commander and Chief of Air Staff, der Air Staff, der sich aus vier Deputy Chiefs, sechs Assistant Chiefs of Air Staff (jeweils zuständig für Pläne, Operationen, Verpflichtungen und Anforderungen, Personal, Nachrichtendienst, Ausbildung und Material, Wartung und Verteilung) und mehreren Fachoffizieren zusammensetzte, von denen jeder ein Spezialist auf einem bestimmten Gebiet war.

### Army Service Forces
Die Army Service Forces (ASF) setzten sich zusammen aus dem Corps of Engineers, dem Signal Corps, dem Ordnance Department, dem Quartermaster Corps, dem Chemical Warfare Service und dem Medical Department. Die Hauptaufgaben der Army Service Forces umfassten die Logistik und Versorgung, wobei sie den Nachschub von Lebensmitteln, Treibstoff, Munition und anderen Materialien organisierten und verwalteten, um einen kontinuierlichen Fluss von Ressourcen zu den Frontlinien sicherzustellen. Die ASF waren zudem für den Transport verantwortlich und koordinierten die Bewegung von Truppen und Ausrüstung über Land, Wasser und Luft. Ein weiterer wichtiger Bereich war die Instandhaltung und Reparatur von Fahrzeugen, Waffen und Ausrüstung. Die ASF richteten Werkstätten und Depots in den Kriegsgebieten ein, um die Einsatzbereitschaft der Armee zu gewährleisten. Darüber hinaus kümmerten sie sich um den Bau von militärischen Einrichtungen, Straßen und Flugplätzen, was auch den Aufbau der Infrastruktur in befreiten Gebieten einschloss. Die medizinische Versorgung war ebenfalls eine zentrale Aufgabe der ASF. Sie organisierten den medizinischen Dienst und die Evakuierung von Verwundeten sowie die Verwaltung von Feldlazaretten und Krankenhäusern. Schließlich übernahmen sie die Verwaltung und das Personalmanagement, einschließlich der Rekrutierung und Schulung von Soldaten für logistische Aufgaben.

## Rassismus
Der Selective Service Act von 1940 erlaubte auch die Einberufung einer Anzahl von Afroamerikanern, die ihrem prozentualen Anteil an der Gesamtbevölkerung entsprach, d. h. 10,6 %. Da jedoch die Mehrheit der Afroamerikaner im Allgemeinen in den beiden untersten Intelligenzklassen eingestuft wurde, gab es starke Widerstände, diesen vorgegebenen Prozentsatz einzuziehen. Die Armee argumentierte, dass sie bei einem Anteil von 10,6 % schwarzer Wehrpflichtiger zehn ihrer Kampfeinheiten vollständig mit schwarzen Soldaten aufstellen müsste. Obwohl die schwarzen Soldaten sofort nach ihrer Einberufung rassistischen Ressentiments ausgesetzt waren, ärgerten sie sich mehr über die Unfähigkeit der Regierung, sie zu schützen und sie im Gefecht einzusetzen, als über das Problem der Rassentrennung. In der Tat schien die Mehrheit der schwarzen Soldaten die Tatsache der Rassentrennung im Militär akzeptiert zu haben. Eine 1943 vom Kriegsministerium durchgeführte Umfrage unter schwarzen Soldaten ergab, dass nur 20 % der Befragten die Armee als ungerecht empfanden. Das bedeutete jedoch nicht, dass man sich mit dem Status quo abfand.

In derselben Umfrage des Kriegsministeriums wurden die schwarzen Soldaten gefragt, welches Thema sie bei Präsident Roosevelt ansprechen würden, wenn sie eine Gelegenheit zu einem Gespräch bekämen. Die Hälfte der Befragten gab an, dass sie die Rassendiskriminierung ansprechen würden. Die Umfrage zeigt, dass der Zweite Weltkrieg einen entscheidenden Moment im Leben dieser schwarzen GIs darstellte. Sie rechneten mit größeren Auswirkungen, äußerten ihre Meinung und wehrten sich gegen Unterdrückung. So bejahten beispielsweise 43 Prozent der schwarzen Soldaten die Frage, ob sie glaubten, dass sie nach dem Krieg mehr Rechte und Privilegien genießen würden. Obwohl die Zahl der schwarzen Soldaten in der Armee im Laufe des Krieges einen Höchststand von rund 700.000 erreichte, schränkte die Rassentrennung die Posten und Tätigkeiten ein, die sie einnehmen konnten. So dienten Ende 1943 nur 20 Prozent der schwarzen Soldaten tatsächlich in Kampfeinheiten. Trotz der Beiträge schwarzer Einheiten hatten sich die Militärs in den ersten beiden Jahren des Zweiten Weltkriegs generell geweigert, schwarze Soldaten ins Gefecht zu schicken. Erst im Januar 1944 löste Kriegsminister Henry Stimson mit seiner Antwort auf einen Brief von Hamilton Fish, eines Kongressabgeordneten aus New York, eine Kontroverse aus die zu Veränderungen führte. Fish, ein Weißer, der im Ersten Weltkrieg schwarze Truppen befehligt hatte, wollte wissen, warum es keine schwarzen Soldaten in kämpfenden Einheiten gab. 
In seiner Antwort erklärte Stimson, dass der niedrige Bildungsstand schwarzer Wehrpflichtiger dazu führe, dass schwarze Einheiten „nicht in der Lage seien, die Techniken moderner Waffen effizient zu beherrschen“. Der Abgeordnete Fish ließ Stimsons Brief im Kongress verlesen, was landesweit für Empörung sorgte. Schwarze Zeitungen titelten mit Schlagzeilen wie „Too Dumb to Fight“ (Zu dumm zum Kämpfen), um ihren Lesern Stimsons Brief zu erklären. Der schwarze Kongressabgeordnete William Dawson schrieb einen Protestbrief an den Unterkriegsminister John McCloy, in dem er seine Meinung zu dieser Angelegenheit deutlich zum Ausdruck brachte. „Der Brief des Kriegsministers“, schrieb Dawson, „wird weithin als direkte Beleidigung für jeden Neger [sic] im Lande und als grundloser Schlag ins Gesicht vieler tausend Soldaten in der Armee angesehen“. Als Veteran des Ersten Weltkriegs war Dawson mit dem Rassismus in der Armee vertraut. Er schrieb, Stimsons Brief „repräsentiere die Haltung, mit der ich nur allzu vertraut bin“. Zusammen mit Truman Gibson, dem zivilen Berater des Kriegsministers, der bei Stimson Gehör fand, gelang es ihnen, das auch schwarze Truppen an den Kämpfen teilnehmen konnten. Obwohl es während des Krieges einige Reformen gab, um rassistische Konflikte zu verhindern und schwarzen Soldaten eine Rechtsgrundlage für ihre Beschwerden über Diskriminierung zu geben, wurde die Rassentrennung erst 1948 durch die Executive Order 9981 aufgehoben.

## Ausrüstung

### Infanterie
- M1 Garand Gewehr

- M1 Garand Karabiner
- M1903 Springfield Gewehr
- Thompson Submachine Gun – Maschinenpistole
- M1911 Pistole

- M1917

- M1942 Liberator
- M97 Winchester Vorderschaftrepetierflinte

- M37 Ithaca Vorderschaftrepetierflinte

- M12 Winchester

- M31 Remington

- M520 Stevens
- M620A Stevens

- M10 Remington

- M11 Remington

- M720 Savage
- M1917 Browning schweres Maschinengewehr
- M2 Browning schweres Maschinengewehr

- M1919 Browning Maschinengewehr

- M1941 Johnson leichtes Maschinengewehr
- M1918 Browning Automatic Rifle Leichtes Maschinengewehr
- Bazooka Raketenwerfer

- M1 Flammenwerfer

- M2 Flammenwerfer

- M7 Bajonett

- M8 Grabenmesser

- M1907 Offizerssäbel

### Artillerie
- M2 60 mm Mörser
- M1 80 mm Mörser
- M3 37 mm Panzerabwehrkanone
- M1 57 mm Panzerabwehrkanone
- M5 75 mm Panzerabwehrkanone
- M101 105 mm Haubitze
- M3 105 mm Haubitze
- M1 115 mm Kanone
- M114 155 mm Haubitze
- M1918M1 155 mm Kanone
- M1 155 mm Kanone
- M1 203 mm Haubitze

- M1 203 mm Kanone

- M1 240 mm Haubitze

### Panzer und gepanzerte Fahrzeuge

#### Leichter Panzer
- M3
- M5
- M22
- M24 Chaffee

#### Mittlerer Panzer
- M3 Grant
- M4 Sherman

#### Schwerer Panzer
- M26 Pershing
- M6

#### Panzerjäger
- M10
- M18 Hellcat
- M36

#### Selbstfahrlafette
- M3 75 mm gun motor carriage
- M7 105 mm howitzer motor carriage
- M8 75 mm howitzer motor carriage
- M12 155 mm gun motor carriage
- M40 155 mm gun motor carriage
- M43 203 mm howitzer motor carriage

#### Radpanzer
- M8 Greyhound

- M20 armored car

- M38 Wolfshound

#### Sonderfahrzeuge
- M32 tank recovery vehicle
- Sherman crocodile Flamethrower
- M39 Armoured Utility Vehicle

- M33 Prime mover
- M34 Prime mover
- M35 Prime mover

- M2 Tractor

- M4 Tractor

- M5 Tractor

- M6 Tractor

### Transport- und Unterstützungsfahrzeuge
- M2 Halftrack
- M3 Halftrack

- M5 Halftrack

- M9 Halftrack
- M6 Bomb service truck

- M1 Heavy wrecking truck

- M1 Motorcycle

- Jeep

- 1,5 t 4×4 truck

- 2,5 t 6×6 truck

- 4 t 6×6 truck